# Haspelknecht

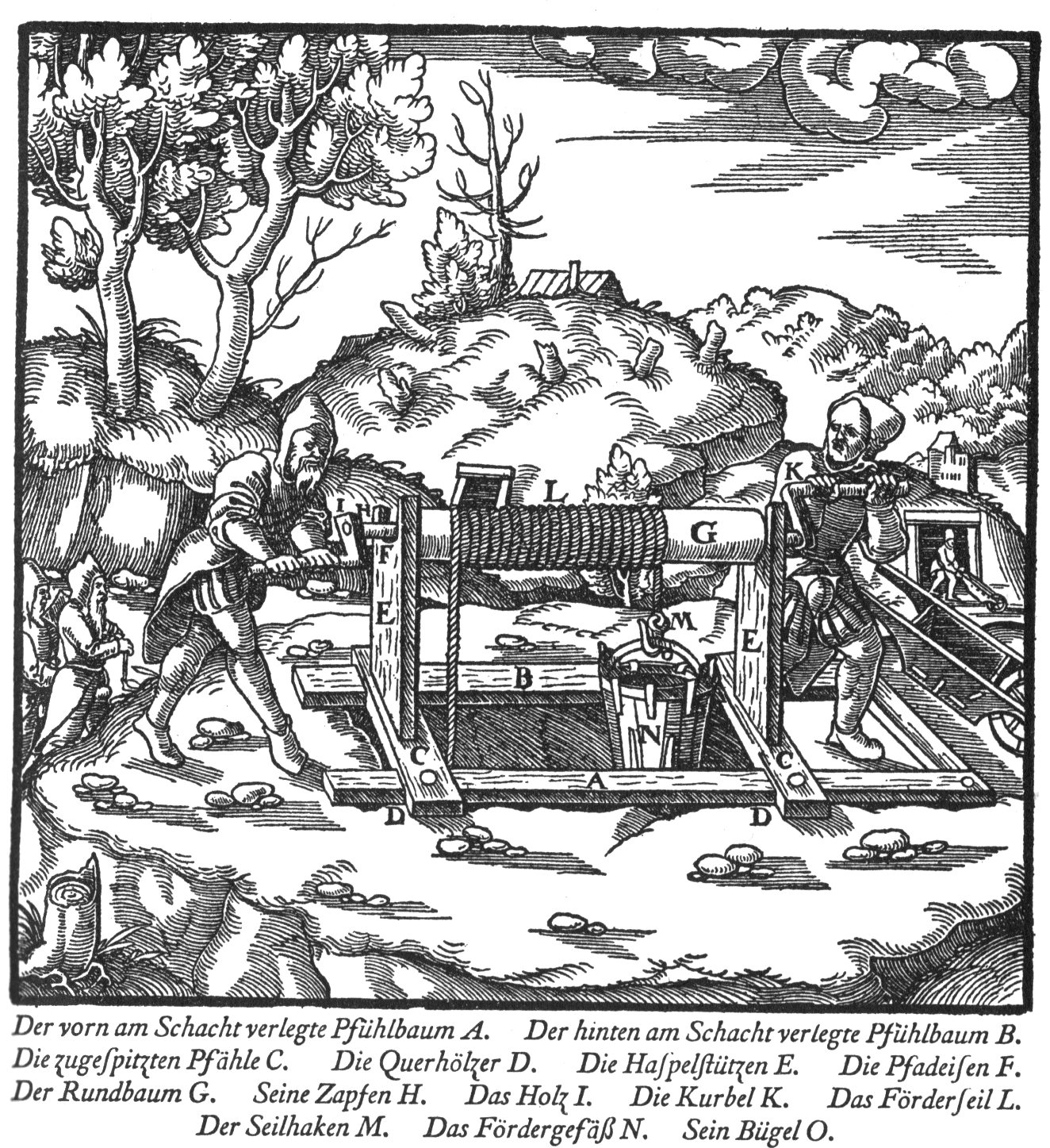
Haspel nach Agricola, 1557

Ein Haspelknecht, auch Haspelzieher oder Haspler genannt, ist ein Bergmann, der im frühen Bergbau als Transportarbeiter in der Schachtförderung tätig war.

## Tätigkeiten
Die Arbeit des Bergknechts bestand darin, die Erze und Berge nach über Tage und das Material von über Tage in die Grube zu fördern. Diese Tätigkeiten musste er mittels einer Handhaspel verrichten. Die Arbeit des Bergknechts wurde als die geringwertigste angesehen, deshalb erhielt er auch den geringsten Lohn von allen Bergleuten. So erhielt ein Haspelknecht im Schwazer Bergrevier einen Wochenlohn von 42 Kreuzern.
Da diese Haspel auf einem Gerüst oder einer Bühne über dem Schacht befestigt war, musste sich der Haspelknecht zur Bedienung der Handhaspel auf das Gerüst begeben, auf dem die Haspel stand. Die Positionierung der Haspel auf einem Gerüst war erforderlich, damit das Förderseil senkrecht in den Schacht geführt wurde. Um die Haspel zu betätigen, musste der Haspelknecht mit der Muskelkraft seiner Arme unter Einsatz bzw. mit Unterstützung seines Körpergewichtes die Haspel in Drehbewegung versetzen. Dazu fasste er die Haspelkurbel an der sogenannten Spille an und drückte die Kurbel nach unten, sodass die Haspel in Schwung kam. Aufgrund der unterschiedlichen Höhe des Haspelhorns während der Drehbewegung konnte er seine Kraft nicht optimal auf die Haspel einwirken lassen. Auch konnte er seine Kraft nicht die volle Schicht kontinuierlich einsetzen, sondern benötigte zwischendurch kurze Ruhepausen. Diese Ruhepausen betrugen etwa die Hälfte der Förderzeit. Somit lag die effektive Arbeitszeit während einer 12-Stunden-Schicht bei rund 8 Stunden.

## Förderleistung
Der Haspelknecht arbeitete stets im Gedinge. Durch vorherige Berechnungen wurde ermittelt, wie viele Haspelknechte erforderlich waren, um während einer Schicht aus einer bestimmten Teufe eine bestimmte Anzahl Förderkübel zu fördern. In die Gedingeberechnungen wurden noch der Lohn für den Anschläger und eventuell erforderliche weitere Hilfskräfte angegeben. Hierfür gab es besondere Berechnungsgrundlagen. In den einzelnen Bergbaurevieren gab es Unterschiede in der Förderleistung. In der Grafschaft Mark lag die Förderleistung der Haspelknechte, die sie aus einem 14,9 Lachter tiefen seigeren Schacht mit durchschnittlich 2,7 Mann erbrachten, bei 156 Scheffel pro Schicht. Für diese Förderung mussten 104 Gefäße mit je 1,5 Scheffel Inhalt gefördert werden. In den thüringischen Braunkohlebergwerken mussten jeweils 3 Haspelknechte während der 12-stündigen Schicht aus einem 20 Lachter tiefen Schacht 80 Tonnen Braunkohle mit je 4 Scheffel fördern. Im Sächsischen Erzgebirge lag das Förderquantum während einer 8-stündigen Schicht aus einer Teufe von 20 Lachter bei 120 Kübel Erz. Aus derselben Teufe mussten in den Kammsdorfer Erzgruben die Haspelknechte 32 Tonnen Eisenerz mit je 4 Scheffel Inhalt fördern.

## Leistungsoptimierung

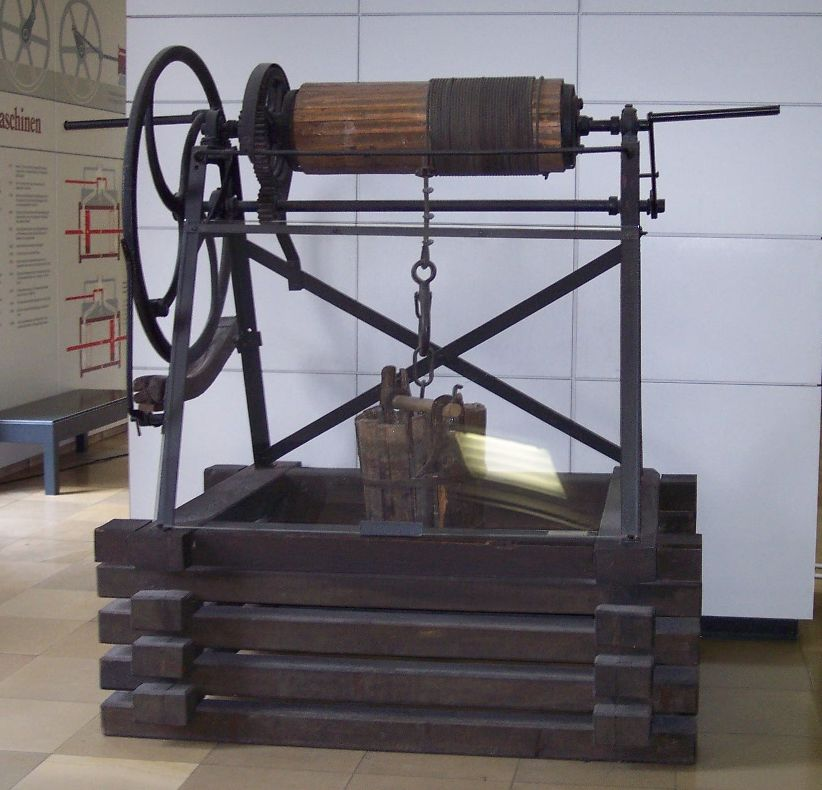
Zweimännischer Haspel mit hölzernem Förderkübel

Es wurden Versuche und Berechnungen zur Optimierung der Förderleistung der Haspelknechte erstellt. Dabei wurde die Erkenntnis gewonnen, dass es neben der Kraft der Haspelknechte auch darauf ankam, wie gut er diese Kraft auf den Haspel einwirken lassen konnte. Hierzu wurde die optimale Höhe bei der Betätigung der Haspelkurbel ermittelt. Auch die Größe des sogenannten Bugs, das ist die Länge des Kurbelarms, ist entscheidend für den optimalen Krafteinsatz. Es ist entscheidend, wie weit der Haspelknecht bei der Kurbeldrehung seine Arme strecken muss. Die optimale Länge und Dicke des Griffs wurde ermittelt, sodass der Haspler den Griff bequem mit beiden Händen umfassen konnte. Als bester Haspeltyp erwies sich der zweimännische Haspel. Beim viermännischen Haspel konnten die vier Haspelknechte ihre Kraft nicht optimal einsetzen, sodass auf die Haspel nur die Kraft von zwei Haspelknechten einwirkte.